# Filho póstumo

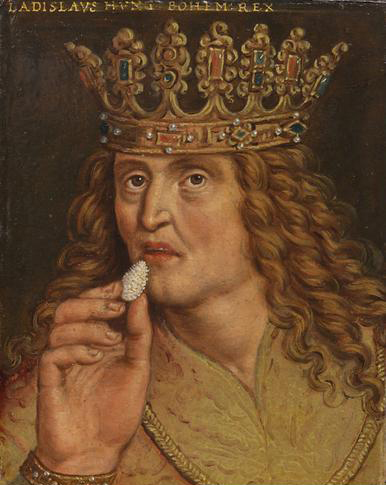
Ladislau, o Póstumo, um dos mais conhecidos exemplos de "filho póstumo" da história.

Filho póstumo é aquele que nasce após a morte do pai ou da mãe biológicos. A grande maioria das ocorrências de nascimentos póstumos envolve o nascimento de um filho após a morte do pai, ainda que eventualmente também se refira ao nascimento após a morte da mãe, geralmente após uma cesariana.

## Implicações legais
O nascimento póstumo possui implicações legais no Direito, especialmente afetando as questões de cidadania, direitos, herança e ordem sucessória. Os sistemas legais geralmente incluem provisões especiais no que diz respeito à herança de filhos póstumos e o status legal desses filhos. Por exemplo, a lei de Massachusetts declara que um filho póstumo é legalmente tratado como se já nascido à data da morte do pai ou da mãe, o que significa que o filho ou filha receberá a mesma quota da herança que os demais herdeiros vivos à época da morte do de cujus. Outra questão legal nos Estados Unidos relaciona-se ao controle do material genético após a morte do doador. A lei americana estabelece que filhos póstumos de cidadãos dos EUA, mas nascidos fora dos Estados Unidos têm os mesmos direitos à cidadania que têm os filhos de pais americanos vivos.

### Complicadores contemporâneos
A concepção por inseminação artificial ou fertilização in vitro, tanto usando esperma ou óvulos armazenados antes da morte do pai ou da mãe ou com a recuperação póstuma de esperma de um homem já falecido, criou novas questões legais. Quando uma mulher é inseminada com o esperma de seu falecido marido, as leis que estabelecem que um doador de sêmen não é o pai - legalmente falando - da criança oriunda de uma inseminação artifical têm tido o efeito de excluir o marido falecido da paternidade, fazendo assim o filho legalmente órfão de pai. No Reino Unido até o ano 2000, as certidões de nascimento de filhos concebidos com o sêmen de homens falecidos tinham de identificar essas crianças como órfãs de pai, mas nesse ano, o governo britânico anunciou que a lei seria mudada para permitir a inclusão do nome do pai falecido na certidão de nascimento. Em 1986, uma comissão de reforma legal no estado australiano de Nova Gales do Sul recomendou que a lei reconhecesse o homem falecido como pai de um filho póstumo através de uma inseminação artificial post-mortem, considerando-se que a mulher fosse sua viúva e não estivesse casada com outrem à época do nascimento, mas que o filho só teria direito à herança caso houvesse testamento deixado pelo pai com provisão expressa nesse sentido. Em 2001, a Suprema Corte de Massachusetts foi acionada a considerar se o nome do pai falecido deveria aparecer na certidão de nascimento e se o filho ou filha teria condições de receber os benefícios da Segurança Social dos Estados Unidos. O tribunal decidiu em janeiro de 2002 que um filho pode ser o herdeiro legal de um pai falecido se houver relação genética e se esse pai falecido tenha concordado com a concepção póstuma e tenha se comprometido a sustentar o filho. No entanto, vários tribunais estaduais e federais dos Estados Unidos têm tomado decisões diversas em casos similares Em 2012, a Suprema Corte julgou em Astrue v. Capato que gêmeos nascidos 18 meses após a morte do pai através de sêmen congelado não se qualificavam para receber os benefícios da Segurança Social, o que estabeleceu nova jurisprudência a respeito.

## Nome
Na Idade Média, era costumeiro para filhos póstumos nascidos na Inglaterra receberem um sobrenome matronímico em vez do usual patronímico. Isto explica em parte porque matronímicos são mais comuns na Inglaterra do que em outras partes da Europa.
Na Roma Antiga, filhos póstumos de extração nobre frequentemente recebiam o cognomen (terceiro nome) "Postumus". Um exemplo dessa prática é Agripa Póstumo, membro da Dinastia Júlio-Claudiana. Entretanto, é possível que o termo apenas indicasse a posição na família, como "último filho" ou o mais jovem, e que nem sempre indicasse nascimento póstumo.

## Filhos póstumos famosos
- Bill Clinton, 42º Presidente dos Estados Unidos, nasceu três meses após a morte de seu pai biológico, num acidente.[9]
- Itamar Franco, 33º Presidente do Brasil, nasceu a bordo de um navio de cabotagem mais de dois meses após a morte do pai, vítima de malária.[10]